# Itea yunnanensis
Itea yunnanensis là một loài thực vật có hoa trong họ Iteaceae. Loài này được Franch. miêu tả khoa học đầu tiên năm 1896.